# Суміжні фракції
Суміжні фракції (рос. смежные фракции; англ. contiguous fractions; нім. angrenzende Fraktionen f pl) — фракції, які за своєю густиною межують з густиною розділення при гравітаційному збагаченні корисних копалин. С.ф. звичайно вважають фракції в межах 100 кг/м3 щодо густини розділення. Високий вихід суміжних фракцій властивий для важко- та дуже важкозбагачуваних матеріалів.